# Aloha (film)
Aloha je americký romantický a komediální film z roku 2015. Scénáře, režie a produkce se ujal Cameron Crowe. Hlavní role hrají Bradley Cooper, Emma Stoneová, Rachel McAdams, Bill Murray, John Krasinski, Danny McBride a Alec Baldwin. Ve Spojených státech měl premiéru dne 29. května 2015. Film získal převážně negativní reakce od kritiků a vydělal pouhých 26 milionů dolarů. Jeho rozpočet byl 45 milionů dolarů.

## Obsazení
- Bradley Cooper jako Brian Gilcrest
- Emma Stoneová jako kapitán Allison Ng
- Rachel McAdams jako Tracy Woodside
- Bill Murray jako Carson Welch
- John Krasinski jako John Woodside
- Danny McBride jako poručík "Fingers" Lacy
- Alec Baldwin jako generál Dixon
- Bill Camp jako Bob Largent
- Michael Chernus jako Roy
- Danielle Rose Russell jako Grace,
- Jaeden Lieberher jako Mitchell
- Edi Gathegi jako poručík Curtis
- Ivana Miličević as Carsonův kameraman
- Bumpy Kanahele (sám sebe)

## Přijetí

### Tržby
Film vydělal 21,1 milionů dolarů v Severní Americe a 5,2 milionů dolarů v ostatních oblastech, celkově tak vydělal 26,3 milionů dolarů po celém světě. Rozpočet filmu činil 45 milionů dolarů. Za první víkend docílil šesté nejvyšší návštěvnosti, kdy vydělal 3,5 milionů dolarů. Magazín The Hollywood Reporter odhadl finanční ztrátu kolem 65 milionů dolarů.

### Recenze
Na recenzní stránce Rotten Tomatoes získal ze 154 započtených recenzí 19 procent s průměrným ratingem 4,3 bodů z deseti. Na serveru Metacritic snímek získal z 36 recenzí 40 bodů ze sta. Na Česko-Slovenské filmové databázi snímek získal 48 procent.

### Ocenění a nominace
Film získal tři nominace na cenu Teen Choice Awards v kategoriích nejlepší filmová komedie, nejlepší herecký výkon (komedie) (Bradley Cooper), nejlepší herecký výkon (komedie) (Emma Stoneová).